# Daniil Medvedev
Daniil Sergejevič Medvedev (ruski: Даниил Сергеевич Медведев; Moskva, Rusija, 11. veljače 1996.) ruski je profesionalni tenisač. 
U 2023. godini treći je na svjetskoj ljestvici u pojedinačnoj konkurenciji od strane Udruge teniskih profesionalaca (ATP), bivši je svjetski broj 1, držeći ljestvicu ukupno 16 tjedana. Medvedev je osvojio 20 pojedinačnih naslova na ATP Touru, uključujući US Open 2021. i ATP Finale 2020. U finalu US Opena 2021., Medvedev je pobijedio tadašnjeg svjetskog broja 1 Novaka Đokovića. U ATP Finalu 2020. postao je prvi i jedini igrač koji je pobijedio tri najbolje rangirana igrača svijeta na putu do naslova prvaka na kraju godine. Također je osvojio šest naslova Mastersa i nastupio u pet velikih finala. Svih njegovih šest Masters naslova došlo je na različitim mjestima, što ga čini tek šestim igračem koji je osvojio Masters naslove na šest različitih mjesta.
Medvedev je debitirao u glavnom ždrijebu ATP Toura na pojedinačnom turniru Kremlin Cupa 2015. U 2017. prvi je put sudjelovao na glavnom turniru u Wimbledonu, gdje je pobijedio 3. igrača svijeta Stana Wawrinku. Medvedev je 2018. osvojio svoje prve ATP Tour pojedinačne naslove u Sydneyu i Winston-Salemu, te svoj prvi ATP 500 naslov u Tokiju. Postigao je napredak 2019., debitirajući među 10 najboljih nakon Wimbledona i došavši do šest uzastopnih finala turnira, uključujući US Open. U veljači 2022. Medvedev je postao prvi tenisač izvan Velike trojke (Novak Đoković-Rafael Nadal-Roger Federer) koji je držao prvo mjesto na svjetskoj ljestvici od Andyja Murrayja, treći Rus nakon Jevgenija Kafeljnikova 1999. i Marata Safina 2000., te ukupno 27. tenisač ukupno.

## Galerija
- Daniil Medvedev u Nici 2015.
- Daniil Medvedev 2017.
- Daniil Medvedev na Australian Openu 2020.
- Daniil Medvedev na US Openu 2023.